# Plantation (Broward)
Plantation é uma cidade localizada no estado americano da Flórida, no condado de Broward. Foi incorporada em 1953.

## Geografia
De acordo com o United States Census Bureau, a cidade tem uma área de 56,8 km², onde 56,3 km² estão cobertos por terra e 0,5 km² por água.

### Localidades na vizinhança
O diagrama seguinte representa as localidades num raio de 8 km ao redor de Plantation.

## Demografia
Segundo o censo nacional de 2010, a sua população é de 84 955 habitantes e sua densidade populacional é de 1 508,8 hab/km². Possui 37 587 residências, que resulta em uma densidade de 667,54 residências/km².

## Figuras ilustres
Nessa localidade nasceu o rapper XXXTentacion.